# Gustavia sessilis
Espèce
Statut de conservation UICN

 VU (needs updating) B1+2c : Vulnérable
Gustavia sessilis est une espèce de plantes à fleurs du genre Gustavia de la famille des Lecythidaceae endémique de Colombie.